# Keegan Bradley
Keegan Bradley, né le 7 juin 1986 à Woodstock (États-Unis), est un golfeur américain. Professionnel depuis 2008, il réussit un authentique exploit en remportant son premier tournoi de Grand Chelem à sa première participation lors du championnat de la PGA 2011, performance que seuls Ben Curtis et Francis Ouimet ont réussi.

## Biographie
Pour la 39e Ryder Cup 2012 qui eut lieu sur le parcours du Medinah Country Club de Chicago, Dans le ‘Foursome’ du vendredi matin, Keegan est associé à Phil Mickelson face à la paire Luke Donald / Sergio García, où les américains l’emportent 4&3. Pour le ‘Fourball’ du vendredi après-midi, la même paire américaine gagne 2&1 contre la paire européenne Rory McIlroy / Graeme McDowell. Toujours associé à Phil Mickelson pour le ‘Foursome’ du samedi matin, les deux compères battent largement 7&6 le duo Lee Westwood / Luke Donald. Keegan est laissé au repos pour le samedi après-midi.
Avant les duels, il apporte donc 3 points au team US.
Dans les simples du dimanche, le capitaine Davis Love III programme Keegan Bradley dans la troisième rencontre face au nord-irlandais et n°1 mondial Rory McIlroy, la défaite sera au rendez-vous 2&1 et donnera 1 nouveau point pour l’Europe.
Son total 2012 sera donc : 4 matches, 3 victoires, 1 défaite.

## Palmarès

### Victoires professionnelles (5)
| Année    | Tournoi                                  | Tournoi                          | Tournoi                   |
| 2008 (1) | Southern Dunes (NGA)                     |                                  |                           |
| 2009 (1) | Texas Honing Open (NGA)                  |                                  |                           |
| 2011 (3) | EDS Byron Nelson Championship (PGA Tour) | championnat de la PGA (PGA Tour) | PGA Grand Slam (PGA Tour) |

### Résultats enRyder Cup
| Édition        | Score                                               | Score individuel       |
| -------------- | --------------------------------------------------- | ---------------------- |
| Ryder Cup 2012 | Défaite face à l'Europe sur le score de 13 ½ à 14 ½ | 3 victoires, 1 défaite |